# Lao She
Lao She (Chinese: 老舍; pinyin: Lǎo Shě; alla nascita: Shū Qìngchūn 舒庆春) (Pechino, 3 febbraio 1899 – Pechino, 24 agosto 1966) è stato uno scrittore e drammaturgo cinese, uno dei più importanti intellettuali cinesi del XX secolo.

## Biografia
Lao She, di origini mancesi, nacque a Pechino da una famiglia povera. Suo padre fu ucciso nel 1900 e sua madre fu costretta a lavorare come lavandaia per mantenere il bambino agli studi. Diplomatosi nel 1918 all'Istituto per l'Educazione di Pechino, dal 1918 al 1924 ottenne vari incarichi in scuole elementari e medie di Pechino e di Tientsin. In questo periodo si avvicinò e fu molto influenzato dal Movimento del 4 maggio 1919. Dal 1924 al 1929 lavorò come lettore di cinese all'Università di Londra, presso la Scuola di Studi Orientali. Approfondì in questo periodo la sua conoscenza della letteratura inglese e iniziò a cimentarsi nelle sue prime produzioni letterarie.
Nell'estate del 1929 lasciò l'Inghilterra per Singapore, dove insegnò presso la Scuola Secondaria Cinese. Quindi, tornato in Cina nel 1930, fu docente in varie università, fra cui l'Università di Cheeloo (齐鲁大学) e l'Università dello Shandong (nella città di Qingdao). Lo scoppio della seconda guerra sino-giapponese (1937-1945) lo spinse ad un maggior impegno politico. Scrisse varie opere teatrali e si impegnò nella propaganda anti-giapponese. Alla fine della Seconda guerra mondiale pubblicò un monumentale romanzo, Sishi Tongtang (四世同堂, nella tradizione italiana "Quattro generazioni sotto lo stesso tetto"), sulla vita a Pechino durante l'occupazione giapponese della Manciuria. Nel 1946, su invito del Dipartimento di Stato americano, si recò negli Stati Uniti, dove rimase fino all'avvento della Repubblica Popolare Cinese, nel 1949.
Tornato in Cina, ricoprì varie cariche politico-culturali, fino alla sua caduta in disgrazia durante il periodo della Rivoluzione culturale. Nel pomeriggio del 23 agosto 1966, Lao She stava studiando alcuni documenti nell'ufficio della federazione delle lettere e delle Arti di Pechino, quando fu caricato, assieme ad altri venti artisti e scrittori, su un autocarro da parte di una banda di picchiatori e portato nel cortile dell'ex Scuola Imperiale. Lì fu massacrato, picchiato e torturato, venendo poi portato a casa alle due del mattino da Hu Jieqing, che poi scrisse un libro sulla sua morte. Lao She si suicidò il giorno seguente: morì per annegamento dopo essersi gettato in un lago nelle vicinanze di Pechino, non essendo stato in grado di sopportare la pesante umiliazione infertagli.

## Opere

### Romanzi e racconti
- La filosofia del vecchio Zhang (Lǎo Zhāng de zhéxué 老张的哲学), 1926.
- Città di gatti (Māo chéng jì 貓城記), 1933.
- Risciò (Luòtuo Xiángzi 骆驼祥子), 1936. Descrive la tragica vita di un conducente di risciò nella Pechino degli anni Venti, un classico della letteratura cinese del XX secolo.
- Quattro generazioni sotto lo stesso tetto (Sì shì tóng táng 四世同堂), 1944-1950.
- Il suonatore di tamburo (Gǔ shū yìrén 鼓书艺人), 1952.
- Ma e suo figlio (Èr mǎ 二马).
- Falce di luna (Yuè yár 月牙儿).
- Il divorzio (Líhūn 离婚).
- Questa mia vita (Wǒ zhè yībèizi 我这一辈子).

### Opere teatrali
- Lóngxūgōu (龙须沟), opera teatrale, 1950.
- La casa del tè (Cháguǎn 茶馆), opera teatrale, 1957. Prima rappresentazione: Pechino, Shǒudū Jùcháng(首都剧场), 29 marzo 1958, compagnia Teatro d'Arte del Popolo di Pechino (北京人民艺术剧院). Ambientato nella casa da tè di Wang Lifa, a Pechino, il dramma si svolge in tre diversi periodi: sotto l'impero, nel 1898, nel 1910 e alla fine della Seconda guerra mondiale.

### Edizioni italiane
- Risciò. Unica traduzione autorizzata dall'inglese di Olga Ceretti. Milano, A. Martello, 1948. La seconda edizione, del 1957, ebbe il titolo di Ragazzo felice[3]. Nuova traduzione, nel 2021, con il titolo Il ragazzo del risciò, traduzione dal cinese e introduzione di Alessandra C. Lavagnino, Milano, Mondadori, 2019.
- Eterno è il cammino del fiume. Milano, A. Martello, 1959.
- Falce di luna e altri racconti. Roma, Editori Riuniti, 1961.
- Sacrificarsi. Scelta e traduzione di Renata Pisu. Milano, Bompiani, 1977.
- Città di gatti; traduzione dal cinese e postfazione di Edoarda Masi. Milano, Garzanti, 1986.
- I due Ma, padre e figlio, traduzione dal cinese di Monica Morzenti e Maria Gottardo, Milano, Mondadori, 2021.